# Hippopotamus pentlandi
Hippopotamus pentlandi (лат.) — вымерший вид бегемотов, обитавших на острове Сицилия в эпоху плейстоцена. Это самый мелкий из карликовых островных бегемотов. Весил до 320 кг, достигая в холке 1,3 м.
Популяции из разных мест Сицилии несколько отличались по размерам и строению конечностей, что было связано, видимо, с различиями в условиях жизни. Строением зубов они мало отличаются от европейского бегемота, но строение нижнечелюстного отростка, возможно, свидетельствует о частичной адаптации к питанию листьями деревьев и кустарников.
Ископаемые остатки Hippopotamus pentlandi были найдены вблизи Палермо в пещерах Maecagnone и других в количестве, достаточном для многолетнего приготовления костяного угля, использовавшегося для очистки сахара. В пещере San-Sin за 6 месяцев было добыто 200 тонн таких костей.